# Balthasar Balduin

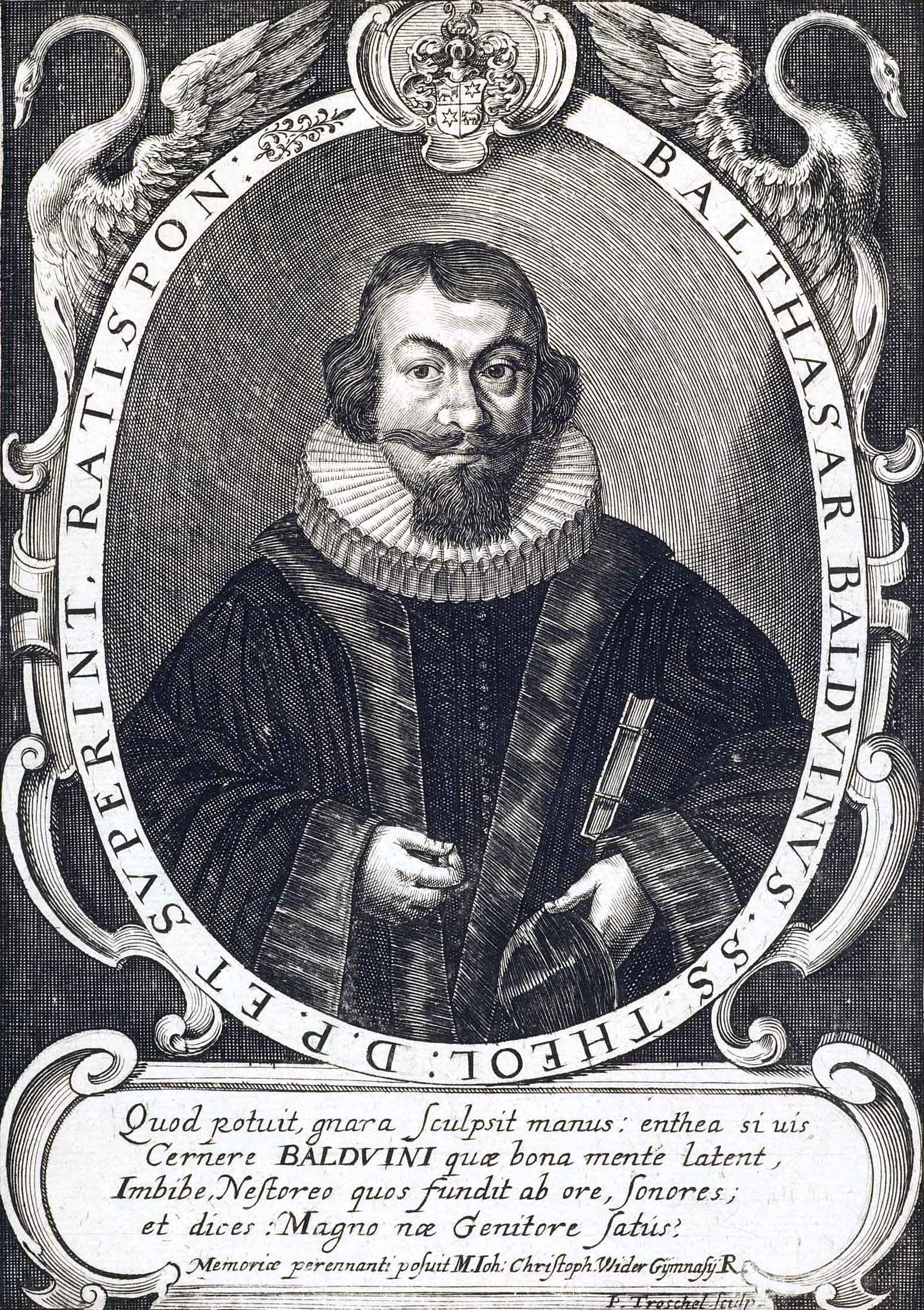
Balthasar Balduin

Balthasar Balduin (* 5. Februar 1605 in Dresden; † 29. April 1652 in Regensburg) war ein deutscher lutherischer Theologe.

## Leben
Balthasar wurde als Sohn des Theologen Friedrich Balduin und dessen erster Frau Dorothea Meissner geboren. Er besuchte die Wittenberger Stadtschule und bezog die Universität Wittenberg. Hier absolvierte er zunächst Studien an der Philosophischen Fakultät. Zu jener Zeit lehrten in Wittenberg August Buchner die Dichtkunst, Jakob Martini die Moralphilosophie, Reinhold Franckenberger die Geschichte, Erasmus Schmidt die griechische Sprache, Johann Avenarius die Redekunst und Georg Wecker die Physik. Zudem wurden die beiden Lehrstühle der höheren Mathematik von Ambrosius Rhode und der niederen Mathematik von Tobias Tilemann besetzt. Bei diesen Lehrkräften dürfte er sich ausreichend Wissen erworben haben, so dass er am 16. März 1624 den akademischen Grad eines Magisters erlangte. Nachdem er im Februar 1625 die Vorleseerlaubnis an Hochschulen als Magister legens erworben hatte, wechselte er im Sommersemester 1626 für theologische Studien an die Universität Jena.
In Jena lehrten die damals einflussreichen Theologen Johannes Major, Johann Gerhard und Johann Himmel, bei denen er sich für seinen weiteren Werdegang manches theologisches Wissen aneignen konnte. 1627 kehrte er wieder nach Wittenberg zurück, um seine theologischen Studien, unter anderem bei Paul Röber, Wilhelm Leyser und Wolfgang Franz, fortzusetzen. 1630 bot sich die Gelegenheit, sein umfangreiches theoretisches Wissen in der Praxis anzuwenden: Er folgte im April 1631 einer Berufung als Pfarrer nach Döbeln. Hier erlebte er die Schrecken des Dreißigjährigen Krieges, die ihn teilweise in seiner Amtsausübung einschränkten. Dieses besserte sich, als er 1636 die Stelle eines Oberpfarrers und Superintendenten in Chemnitz übernahm. Um den Anforderungen eines Superintendenten gerecht zu werden, avancierte Balduin am 8. Mai 1638 an der Wittenberger Hochschule zum Lizentiaten der Theologie und am 28. August 1638 wurde er zum Doktor der Fachrichtung promoviert.
In Zwickau, wo er seit 1638 als Oberpfarrer und Superintendent tätig war, holten ihn die Schrecken des Krieges wieder ein. Denn ab 1639 gab es ständig neue Besetzungen der Stadt durch kaiserliche und schwedische Truppen. Dies besserte sich erst, als mit dem Waffenstillstand von Kötzschenbroda 1645 Frieden in die sächsischen Lande einkehrte. Seine letzte Wirkungsstätte wurde 1648 Regensburg, wo er bis zu seinem Ableben ebenfalls die Stelle eines Oberpfarrers und Superintendenten versah. Hier erlebte er das Ende des Dreißigjährigen Krieges. Als der Westfälische Friede geschlossen war, hielt er mehrere Predigten, welche diesen feierten.
Balduin verfasste Literatur zur christlichen Erbauung und Homiletik. Am bedeutendsten ist die Ausgabe eines Regensburger Gesangbuches, welches mehrere Auflagen erlebte.

## Familie
Balduin war ab 1629 mit Clara Sophia Hahn (* 14. September 1609 in Magdeburg; † nach 17. März 1684), der Tochter des Magdeburger Dompredigers Philipp Hahn, verheiratet. Aus der Ehe stammen 10 Kinder, sieben Söhne und drei Töchter. Von den Kindern kennt man:
1. So. Friedrich Philipp Balduin (* 11. Juni, ~ 13. Juni 1630 in Wittenberg; † 9. November 1669 in Großenhain)[7]
2. So. Christian Adolf Balduin (* 29. Juni 1632 in Döbeln; † Dezember 1682 in Großenhain) kurf. sächs. Amtskommissar und Alchemist
3. So. Balthasar Balduin (* 31. August 1632 in Döbeln; † 8. November 1634 in Wittenberg)
4. So. Gottfried Balduin (* 19. Oktober 1635 in Döbeln; † 5. Dezember 1635 in Döbeln)
5. To. Dorothea Sophia Balduin (* 21. Mai 1637 in Chemnitz; † 11. Juni 1685 in Oedenburg/Ungarn) verh. I. am 13. Oktober 1654 mit dem Pfarrer in Pressburg/Ungarn und in Leutschau/Ungarn Christoph Böhm (* 24. September 1626 in Radeberg/Sachsen; † 19. März 1660 in Leutschau/Ungarn)[8], verh. II. am 13. Februar 1662 mit dem Syndicus, Stadtrichter & Bürgermeister in Oedenburg Johann Serpilius (* 30. Januar 1623 in Leibitz; † 1. Dezember 1686 in Oedenburg)[9]
6. To. Clara Renate Balduin (* 28. Oktober 1638 in Zwickau)
7. So. Gottlieb Balduin (* 9. September 1640 in Zwickau; † 17. März 1684 in Regensburg) 25. April 1659 Uni. Wittenberg, 15. Oktober 1661 Mag. phil. ebd., 1664 Gym.-Prof. Regensburg, 1667 Pfarrer ebd., Kirchenlieddichter[10]
8. So. Johann Balthasar Balduin (* 14 (4.). Januar 1643 in Zwickau; † 14. Oktober 1715 in Ortrand) wurde Pfarrer in Ortrand, verh. Dorothea N.N. († 27. Juni 1722 in Ortrand)[11]
9. So. Emanuel Gotthilf Balduin (* 26. Juni 1646 in Zwickau; † 1646 jung ebenda)
10. To. Philippina Rosina Balduin (* 19. März 1648 in Zwickau)

## Werke (Auswahl)
- Praecognitorum Theologicorum Disputatio VII. De Praecipuis Tfrminis Theologicis. Präs.: Balthasar Meisner. Wittenberg, 1625 (Online)
- In Systematis Theologici Partem Primam Generalem De Religione Et Eius Articulis Generatim consideratis Disputatio IV. De Argumentis Papistarum, Quae Religioni Lutheranae In Genere Opponunt. Präs.: Balthasar Meisner. Wittenberg, 1625 (Online)
- De Messia: Ex Evangelio Dom. 1. Ad. Präs.: Wilhelm Leyser. Wittenberg 1628 (Online)
- Locustae papales cum rege apocalyptico : ex cap. 9. Apocal. Johann. Wittenberg, 1630 (Online)
- Fidorum Christianorum Temporalis Adorea: Aeternalis Gloria. Gleubiger Christen Zeitlicher Ruhm/ und Ewiger Reichthumb.. Aus denen Worten des I. Buchs Mosis 25. Cap. v. 7. 8. 9. 10. ... Bey ... Leichbegengnis ... Johann Hillmans/ Alten/ verlebten und wolverdienten Bürgermeisters zu Döbeln/ Welcher den 10. Aprilis Anno 1633. gegen Mitternacht umb II. Uhr im 81. Jahr seines Alters ... verschieden/ und den 14. darauff/ war der Sontag Palmarum ... bestattet worden.Freiberg 1633 (Online)
- Christliche Leichpredigt für Wolfgang Rost, Stadtrichter und Bürgermeister zu Döbeln, 1634 (Online)
- D. Pauli, piorumq[ue] Doctorum Ecclesiae Gravamen & Levamen, Des H. Pauli und aller trewen Prediger gröste beschwerung und höchste linderung. Bey Christlicher/ Volckreicher Leichbestattung ... Jacob-Daniel Starckens/ der Kirchen zu Mittweyda/ wolverdienten Pastoris, und der Superintendens Chemnitz Adjuncti, Welcher im 1637. Jahr daselbst/ den 19. Februarii ... entschlaffen ... den 24. eiusdem beygesetzet/ und nochmals den 30. ... beerdiget worden. Dresden 1638 (Online)
- Theses Continentes Articulum De Ecclesia / De quibus adiutu Dei, pro Licentia consequendi supremum in Theologia Gradum. Wittenberg, 1638 (Online)
- Harpocrates Proscriptus. Sive, De Iusto Zelo, Adversus Modernos Haereticos, Turpiter Errantes In Doctrina, Et Epicuraeos, Malitiose Agentes In Vita, Diatribe: In qua enodatur Quaestio, hoc tempore, non minus lectu iucunda, quam omnibus orthodoxis Ecclesiae Ministri scitu necessaria. Zwickau, 1640 (Online)
- Eucharisticum Cycneum. Das ist/ Christliche/ Wolgemeinete Zwickawische Lob- unnd Dancksagungs-Predigt/ Als Gott ... selbiger Stadt und gemeiner Bürgerschafft darinnen/ hertzliches und umbrünstiges Gebet allergnädigst erhöret/ sie allerseits mit gewünschter Hülffe erfrewet/ und von den fast Drithalbjährigen Außländischen Schwedischen Joche ... den 9. Iunii/ dieses lauffenden 1641. Jahres mächtiglich erlöset hatte. Zwickau 1641 (Online)
- Offentliche Gebet/ Neben den Siben BußPsalmen : Welche Auff den/ Gott lob/ gemachten Fridenschluß im gantzen H. Römischen Reich/ des Sontags und Wöchentlich nach gehaltenen Predigten und in den Betstunden/ wechselsweise in allen Evangelische[n] Kirchen/ der freyen Keyserlichen ReichsStatt Regenspurg gesprochen werden. Regensburg, 1648 (Online)
- Harpocrates Proscriptus. Sive, De Iusto Zelo, Adversus Modernos Haereticos, Turpiter Errantes In Doctrina, Et Epicuraeos, Malitiose Agentes In Vita, Diatribe : In qua enodatur Quaestio, hoc tempore, non minus lectu iucunda, quam omnibus orthodoxis Ecclesiae Ministri scitu necessaria . Zwickau, 1640 (Online)
- Nobile Nepenthes, Herrliche Stück und Artzeney/ Wieder des TodesTyranney/ : Bey Christlicher ... Leichenbestattung ... Zachariae Limmers/ Der Artzney und Freyer-Künste Vornehmen Doctoris, Wolverordneten StadtVoigts/ und Physici ordinarii, auch der Schulen und Gemeinen Kastens Wolverdienten Inspectoris bey der Churstadt Zwickaw. Welcher den 3. Octob. des 1640. Jahres ... verschieden/ und hernach den 5. selbiges Monats ... beygesetzet worden. Aus der Apotecken/ des H. Geistes herfür gesucht/ gezeiget und auff begehren beschrieben / Durch Balthasarem Balduinum/ der H. Schrifft Doctorn, Pfarrern und Superintendenten daselbst. Zwickau 1641 (Online)
- Eucharisticum Cycneum. Das ist/ Christliche/ Wolgemeinete Zwickawische Lob- unnd Dancksagungs-Predigt/ Als Gott ... selbiger Stadt und gemeiner Bürgerschafft darinnen/ hertzliches und umbrünstiges Gebet allergnädigst erhöret/ sie allerseits mit gewünschter Hülffe erfrewet/ und von den fast Drithalbjährigen Außländischen Schwedischen Joche ... den 9. Iunii/ dieses lauffenden 1641. Jahres mächtiglich erlöset hatte / Nach vorgelauffener hartten Belager- und Eroberung gemelter Churfl. Sächs. Stadt Zwickaw am H. Johannisfeste ... in der Haupt-Kirchen zu unser lieben Frawen ... gehalten. Zwickau 1641 (Online)
- Honoris Statua, Viro Admodum Reverendo, Amplissimo atq[ue] Excellentissimo Dn. Balthasari Balduino, SS. Theol. Doctori celeberrimo, Pastori & Superintendenti Urbis & Agri Cycnei dignissimo, vigilantissimo, Pro Natali XL : Ex debita subiectione & reverentia animo votivo adornata & erecta a Perennicultorum Biga ; die V. Februarii ... M.D.XLV. Zwickau 1645 (Online)
- Threnen-Brunnen Christi und seiner Gläubigen Beym Gnaden- Heil- und Wunderbrunnen zu Hornhausen im Stifft Halberstatt gelegen/ mildiglich vergossen/ Als am 10. Sontag nach dem Fest der heiligen Dreyeinigkeit/ aus ... Luc. 19. die Threnen unsers Heylandes ... geflossen ... in einer Thränen- Trost- und Trawer-Predigt zusammen gefasset .... Zwickau 1646 (Online)
- Paradoxum Davidicum, König Davids vor der Vernunfft Ungereimte/ aber doch in Gottes Wort wolgegründete Rede/ so er führet im 118. Psalm. Daß Er (und alle Gerechte) nicht werden sterben ... : Bey ... Leichen-Begängnüß/ Des ... Herrn Salomon Gerhardts/ Churfürstl. Durchl. zu Sachsen Wohl-meritirten Amptschössers dero Aempter Zwickaw und Werdaw/ Als derselbe den 5. Maii ... eingeschlaffen/ und folgends ... war der 8. Maii in der Haupt-Kirchen zu S. Marien in Zwickaw ist beygesetzet und ehrlich zur Erden bestattet worden. Zwickau 1646 (Online)
- Irenicum Ratisbonense. Oder Regenßburgische Friedens-Frewde/ Welche Am 16. Tage deß Weinmonats/ dieses lauffenden 1649. Jahres/ nach den/ Gottlob/ im Heiligen Roemischen Reich getroffenen Universal-Frieden: Bey allen Evangelischen rechtglaubigen Christen/ Burgern und Einwohnern in der freyen Kayserlichen Reichs-Statt Regensburg/ Vermittelst ... erklerung eines Prophetischen Textes genommen auß dem Zephan: III. v.14.15 an dem selbiges Tages angestelleten Fried- und Frewden-Fest/ ist erwecket worden. Regensburg, 1649
- D. O. M. S. Solus, in hac vita Removens opprobria Jesus. Regensburg 1649 (Online)
- Erneuerte Christliche Evangelische Lieder. Welche Nach dem im H. Römischen Reich gemachten Frieden-Schluß/ entweder offentlich in der Christlichen Gemein/ oder daheimb mit eyferiger Andacht können gesungen werden ; Nebenst der gewöhnlichen Litaney/ vnd das Te Deum Laudamus. Regensburg, 1650; ebd. 1658 (Online); ebd. 1663;
- Threnologia Encomiastica, De Vita, Natalibus, Rebus gestis & beata analysei Magni illius Theologi Dn: D. Pauli Roberi, Ecclesiae Wittebergensis, per XXIV. Annos, Pastoris ... : Ratisbonae Scripta Et in Gymnasio Poëtico, d. XXIX. Octob. Anno 1651. Regensburg, 1651 (Online)
- Gottes des Herrn Zebaoth Land Umb-Kehrer, bey der jüngst uhrplötzlich zugeschickten Zorn- und Wasserfluth. Regensburg 1651